# Dinerillo de la cruz

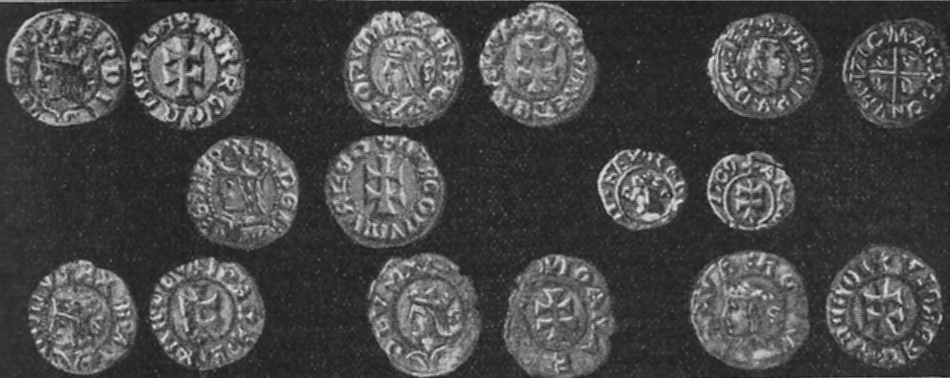
Dinerillos de la cruz.

Además del significado de cantidad pequeña de dinero, el dinerillo de la cruz era una moneda de vellón con valor de medio dinero, es decir, 5 maravedíes o una meaja.
Usada en el territorio de la Corona de Aragón durante Alfonso V de Aragón, Fernando II de Aragón, Juana I de Castilla y Carlos I de España.
Existen otras monedas con el mismo nombre usadas durante los reinados de Carlos de Austria y Felipe V de España, quien finalizó su acuñación el 9 de junio de 1728, aunque anteriormente en 1718 habían sido puestos fuera de la circulación.